# Eusebi (jurista)
Eusebi (en llatí Eusebius, en grec Εύσέβιος) fou un jurista romà d'Orient que tenia el càrrec de Magister Scriniorum (mestre dels estoigs on es guardaven els llibres i els papers).
Va ser un dels membres de la comissió dels nou, nomenats per l'emperador Teodosi II el 429 per compilar un codi de lleis, la primera versió del Codi Teodosià, projecte que després fou alterat i es va nomenar una nova comissió de la que no en va ser membre.